# Ай Айза-Лілуна Хамзатівна
Айза-Лілуна Хамзатівна Ай, до шлюбу Вагапова (нар. 10 грудня 1984, Грозний, Чечено-Інгушська АРСР, РРФСР, СРСР) — російська хіп-хоп і реп-виконавиця, телеведуча.

## Біографія
Айза Вагапова народилася 10 грудня 1984 року в Грозному (Чеченська республіка). Після переїзду з родиною до Москви, з 2000 по 2002 рік навчалася в московській школі здоров'я № 1941. Закінчила факультет економіки і права в Московському державному лінгвістичному університеті (МЛУ).
В 2013 році стала ведучою музичного «Неформат чарту» на каналі Муз-ТВ. У 2017 році випустила першу пісню під назвою «Boeing». У 2018 році увійшла до складу журі музичного конкурсу «Голос вулиць» на телеканалі «П'ятниця!».
У 2018 році випустила дебютний альбом, який отримав назву «The Monkey», в який увійшли 5 треків (чарт iTunes — 4-е місце).
Записує пісні «Famalam» і «Я ХЗ ТП» (чарт GooglePlay — 4-е місце).
У 2019 році співачка випустила сингл «Портман». В цьому ж році стала ведучою реаліті-шоу «Я ж матір», яке згодом було номіновано на престижну премію ТЕФІ. У 2020 запустила власне реаліті шоу «Айза Супер» на телеканалі «Супер» і стала ведучою проєкту «Любов на виживання» на телеканалі «П'ятниця». 
Засновниця і власниця лабораторії стилю «Ai Lab».

## Особисте життя
З 2008 року по 2014 рік була одружена з Олексієм Долматовим (репер Guf). У шлюбі в 2010 році народила сина Самі. З 2015 по 2020 рік перебувала у шлюбі з бізнесменом Дмитром Анохіним. 

## Дискографія
| Рік  | Назва        | Детальніше                                                  |
| ---- | ------------ | ----------------------------------------------------------- |
| 2018 | «The Monkey» | - Випущено: 13 квітня 2018 - Формат: CD - Лейбл: Media Land |